# Erythrophaia
Erythrophaia é um gênero de traça pertencente à família Arctiidae.